# Dietenhausen (Weilmünster)
Dietenhausen ist ein Ortsteil des Marktfleckens Weilmünster im mittelhessischen Landkreis Limburg-Weilburg.

## Geografie
Der Ort liegt im östlichen Hintertaunus im Naturpark Taunus, in einer Höhenlage von 340 Metern über NN, südöstlich des Kernorts Weilmünster. Südöstlich des Dorfes entspringt der Iserbach, der weiter nach Möttau fließt und ein Tal bildet, in dem die Ortschaften liegen. Höchste Erhebungen bei Dietenhausen sind der Heiligenwald mit 415 Metern über NN und der Heidenkopf mit 405 Metern über NN.
Nachbarorte sind Weilmünster (westlich), Möttau (nordwestlich), Brandoberndorf (nordöstlich), Hasselborn (östlich) und Grävenwiesbach (südöstlich).

## Geschichte

### Ortsgeschichte
Im Jahr 1301 wurde der Ort soweit bekannt erstmals urkundlich als Didenhusen erwähnt. In erhaltenen Urkunden späterer Jahre wurde der Ort unter den folgenden Ortsnamen erwähnt (in Klammern das Jahr der Erwähnung): Dydenhusen (1318) und Diedenhaußen (1627). Dietenhausen muss jedoch schon lange vor seiner Ersterwähnung besiedelt worden sein. Darauf deuten die Hügelgräberfelder in den nahegelegenen Wäldern hin. Nahe dem Dorf kreuzen einander ein alter Hellweg und die keltische Wellerstraße. Die Besiedlung wird demnach vermutlich in der keltischen oder vorkeltischen Zeit erfolgt sein.
Graf Gerlach von Nassau kaufte 1335 das Dorf, sowie weitere Besitzungen wie das nahegelegene Möttau, von den Grafen zu Solms. Zum Schutz errichtete er im Wald zwischen Dietenhausen und Möttau die Burg Grebenhausen.
Jahrhundertelang blieb Dietenhausen ein Bauerndorf. Die Bewohner betrieben neben der Landwirtschaft auch Eisenverhüttung in den umliegenden Wäldern.
Im Zuge der Gebietsreform in Hessen fusionierten am 31. Dezember 1970 der bisherige Marktflecken Weilmünster im Oberlahnkreis mit den bis dahin selbstständigen Gemeinden Aulenhausen, Dietenhausen, Ernsthausen, Laimbach, Langenbach, Laubuseschbach, Lützendorf, Möttau, Rohnstadt und Wolfenhausen freiwillig zur neuen Großgemeinde Weilmünster. Essershausen kam am 31. Dezember 1971 hinzu. Für alle zwölf ehemals eigenständigen Gemeinden wurden Ortsbezirke gebildet.

### Verwaltungsgeschichte im Überblick
Die folgende Liste zeigt die Staaten und Verwaltungseinheiten, denen Dietenhausen angehört(e):

- vor 1806: Heiliges Römisches Reich, Grafschaft/Fürstentum Nassau-Weilburg, Amt Weilmünster
- ab 1806: Herzogtum Nassau,[Anm. 2] Amt Weilmünster
- ab 1816: Herzogtum Nassau,[Anm. 3] Amt Weilburg
- ab 1849: Herzogtum Nassau, Kreisamt Hadamar[Anm. 4]
- ab 1854: Herzogtum Nassau, Amt Weilburg
- ab 1867: Königreich Preußen,[Anm. 5] Provinz Hessen-Nassau, Regierungsbezirk Wiesbaden, Oberlahnkreis[Anm. 6]
- ab 1871: Deutsches Reich, Königreich Preußen, Provinz Hessen-Nassau, Regierungsbezirk Wiesbaden, Oberlahnkreis
- ab 1918: Deutsches Reich (Weimarer Republik), Freistaat Preußen, Provinz Hessen-Nassau, Regierungsbezirk Wiesbaden, Oberlahnkreis
- ab 1944: Deutsches Reich, Freistaat Preußen, Provinz Nassau, Oberlahnkreis
- ab 1945: Amerikanische Besatzungszone, Groß-Hessen,[Anm. 7] Regierungsbezirk Wiesbaden, Oberlahnkreis
- ab 1946: Amerikanische Besatzungszone, Hessen, Regierungsbezirk Wiesbaden, Oberlahnkreis
- ab 1949: Bundesrepublik Deutschland, Hessen, Regierungsbezirk Wiesbaden, Oberlahnkreis
- ab 1968: Bundesrepublik Deutschland, Hessen, Regierungsbezirk Darmstadt, Oberlahnkreis
- ab 1971: Bundesrepublik Deutschland, Hessen, Regierungsbezirk Darmstadt, Oberlahnkreis, Gemeinde Weilmünster[Anm. 8]
- ab 1974: Bundesrepublik Deutschland, Hessen, Regierungsbezirk Darmstadt, Landkreis Limburg-Weilburg, Gemeinde Weilmünster
- ab 1981: Bundesrepublik Deutschland, Hessen, Regierungsbezirk Gießen, Landkreis Limburg-Weilburg, Gemeinde Weilmünster

## Bevölkerung
Einwohnerstruktur 2011
Nach den Erhebungen des Zensus 2011 lebten am Stichtag dem 9. Mai 2011 in Dietenhausen 444 Einwohner. Darunter waren 3 (0,7 %) Ausländer. Nach dem Lebensalter waren 60 Einwohner unter 18 Jahren, 207 zwischen 18 und 49, 108 zwischen 50 und 64 und 69 Einwohner waren älter. Die Einwohner lebten in 186 Haushalten. Davon waren 42 Singlehaushalte, 69 Paare ohne Kinder und 66 Paare mit Kindern, sowie 6 Alleinerziehende und keine Wohngemeinschaften. In 24 Haushalten lebten ausschließlich Senioren und in 132 Haushaltungen lebten keine Senioren.
Einwohnerentwicklung
| • 1630: | 30 Haushaltungen |

| Dietenhausen: Einwohnerzahlen von 1825 bis 2020 | Dietenhausen: Einwohnerzahlen von 1825 bis 2020 | Dietenhausen: Einwohnerzahlen von 1825 bis 2020 | Dietenhausen: Einwohnerzahlen von 1825 bis 2020 | Dietenhausen: Einwohnerzahlen von 1825 bis 2020 |
| --- | ----------------------------------------------- | ----------------------------------------------- | ----------------------------------------------- | ----------------------------------------------- |
| Jahr |                                                 |                                                 |                                                 | Einwohner                                       |
| 1825 | 1825                                            |                                                 | 235                                             | 235                                             |
| 1834 | 1834                                            |                                                 | 267                                             | 267                                             |
| 1840 | 1840                                            |                                                 | 287                                             | 287                                             |
| 1846 | 1846                                            |                                                 | 307                                             | 307                                             |
| 1852 | 1852                                            |                                                 | 333                                             | 333                                             |
| 1858 | 1858                                            |                                                 | 303                                             | 303                                             |
| 1864 | 1864                                            |                                                 | 329                                             | 329                                             |
| 1871 | 1871                                            |                                                 | 304                                             | 304                                             |
| 1875 | 1875                                            |                                                 | 280                                             | 280                                             |
| 1885 | 1885                                            |                                                 | 292                                             | 292                                             |
| 1895 | 1895                                            |                                                 | 284                                             | 284                                             |
| 1905 | 1905                                            |                                                 | 269                                             | 269                                             |
| 1910 | 1910                                            |                                                 | 282                                             | 282                                             |
| 1925 | 1925                                            |                                                 | 309                                             | 309                                             |
| 1939 | 1939                                            |                                                 | 271                                             | 271                                             |
| 1946 | 1946                                            |                                                 | 409                                             | 409                                             |
| 1950 | 1950                                            |                                                 | 400                                             | 400                                             |
| 1956 | 1956                                            |                                                 | 387                                             | 387                                             |
| 1961 | 1961                                            |                                                 | 369                                             | 369                                             |
| 1967 | 1967                                            |                                                 | 359                                             | 359                                             |
| 1970 | 1970                                            |                                                 | 373                                             | 373                                             |
| 1987 | 1987                                            |                                                 | 411                                             | 411                                             |
| 1993 | 1993                                            |                                                 | 445                                             | 445                                             |
| 1996 | 1996                                            |                                                 | 425                                             | 425                                             |
| 2001 | 2001                                            |                                                 | 432                                             | 432                                             |
| 2005 | 2005                                            |                                                 | 458                                             | 458                                             |
| 2010 | 2010                                            |                                                 | 455                                             | 455                                             |
| 2011 | 2011                                            |                                                 | 444                                             | 444                                             |
| 2015 | 2015                                            |                                                 | 436                                             | 436                                             |
| 2020 | 2020                                            |                                                 | 412                                             | 412                                             |
| Datenquelle: Historisches Gemeindeverzeichnis für Hessen: Die Bevölkerung der Gemeinden 1834 bis 1967. Wiesbaden: Hessisches Statistisches Landesamt, 1968. Weitere Quellen: ; Zensus 2011 |                                                 |                                                 |                                                 |                                                 |

Historische Religionszugehörigkeit
| • 1885: | 291 evangelische (= 99,66 %), ein katholischer (= 0,34 %) Einwohner |
| • 1961: | 310 evangelische (= 84,01 %), 49 katholische (= 13,28 %) Einwohner  |

## Politik
Für Dietenhausen besteht ein Ortsbezirk (Gebiete der ehemaligen Gemeinde Dietenhausen) mit Ortsbeirat und Ortsvorsteher nach der Hessischen Gemeindeordnung.
Der Ortsbeirat besteht aus fünf Mitgliedern. Bei den Kommunalwahlen in Hessen 2021 betrug die Wahlbeteiligung zum Ortsbeirat 71,39 %. Alle Kandidaten gehörten der Liste „Gemeinschaftsliste Dietenhausen“ an. Der Ortsbeirat wählte Ralf Schmidt zum Ortsvorsteher.

## Vereine
Auf Ortsebene bestehen die Vereine Gesangverein „Liederkranz“ e. V., der Turn- und Sportverein Dietenhausen e. V., die Freiwillige Feuerwehr Dietenhausen e. V., gegr. 1934 (einschl. Jugendfeuerwehr seit 27. Februar 1996 und Kinderfeuerwehr seit 2. April 2011), sowie der Dietenhäuser Carneval Club e. V.

## Wirtschaft und Infrastruktur
- Seit dem Jahr 1934 sorgt die Freiwillige Feuerwehr Dietenhausen (seit 27. Februar 1996 mit ihrer Jugendfeuerwehr und seit 2. April 2011 mit der Kinderfeuerwehr) für den abwehrenden Brandschutz und die allgemeine Hilfe in diesem Ort.
- Es bestehen das Dorfgemeinschaftshaus in der Lindenstraße, ein Sportplatz, ein Kinderspielplatz und Wanderwege.
- Die Bezugs- und Absatzgenossenschaft in Dietenhausen fusionierte im Jahr 1976 mit der Raiffeisenbank Grävenwiesbach.